# سيلوفان

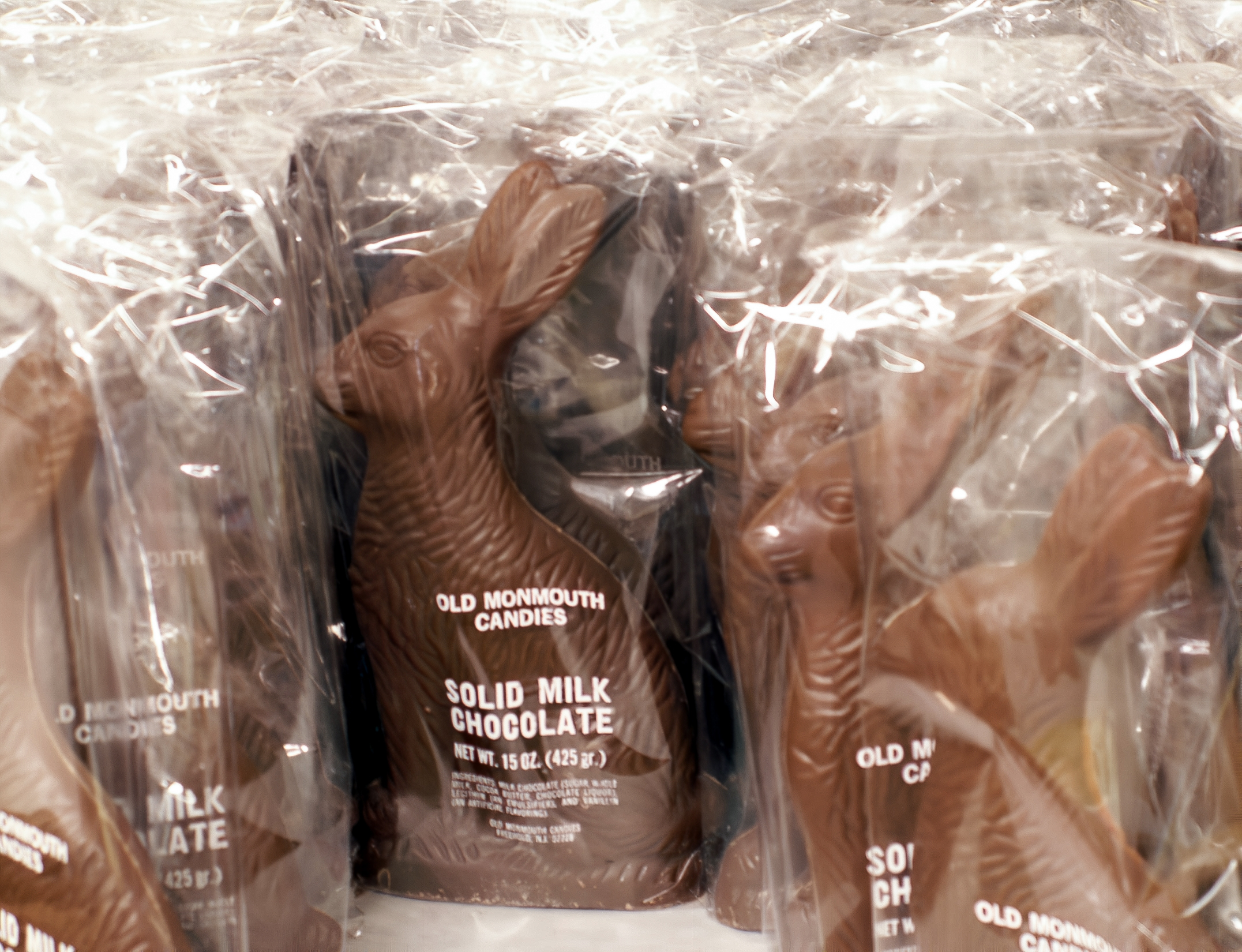
قطع شوكولاته مغلفة بالسيلوفان

السيلوفان أو السلوفان هي رقائق رفيعة وشفافة تصنع من مادة السليلوز وعادة ما تستخدم في التغليف، وهي من أنجح مواد التغليف بعد الورق والبولي إيثلين بالنسبة للاستخدام. يمتاز السلوفان بمجموعة من الخصائص منها: المظهر البراق اللامع، مقاومته لنفاذ الغاز والرطوبة، قابليته الفائقة للطباعة، إمكانية استخدامه مع أصناف أخرى من مواد التغليف.

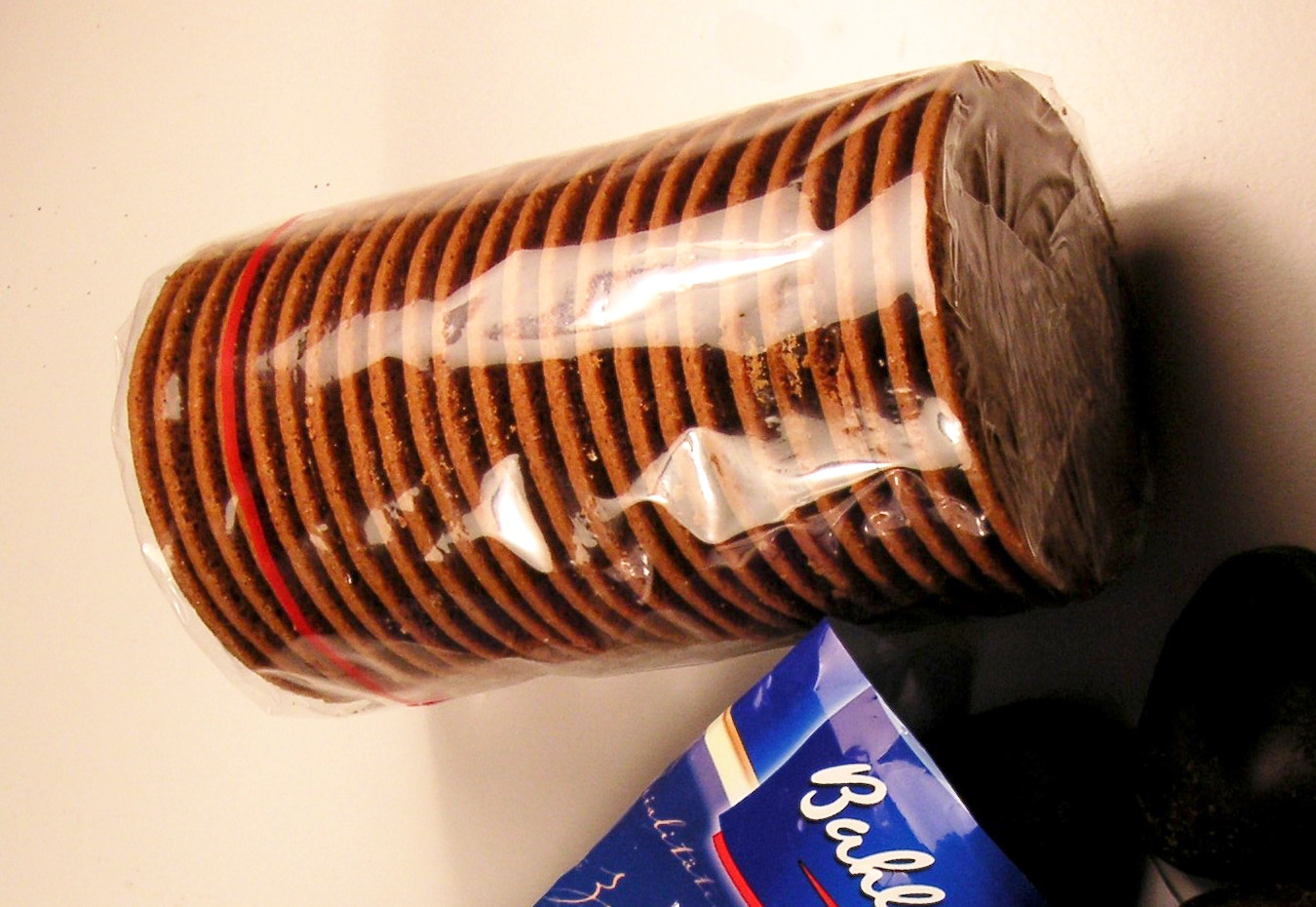